# Росс Брон
Росс Джеймс Брон (нар. 23 листопада 1954) — британський керуючий директор, автоспортивний і технічний директор Формули-1.
Він колишній інженер з та керівник команди, працював у кількох командах Формули-1. Працюючи технічним директором чемпіонських команд Benetton і Ferrari, він здобув славу як «геній», що стояв за семи чемпіонськими титулами Міхаеля Шумахера. У 2007 році він зробив паузу в Формулі-1 і повернувся на сезон 2008 року як керівник команди Honda. Він придбав команду Honda на початку 2009 року, щоб створити команду Brawn GP, яка того року здобула чемпіонство Формули-1 серед конструкторів і пілотів. Mercedes купили команду в листопаді 2009 року, зробивши Брона директором і співвласником разом з Ніком Фраєм.
У 2011 році Брон і Фрай продали решту своїх акцій Mercedes-Benz, при цьому Брон залишився керівником команди. У листопаді 2013 року було оголошено, що Брон піде у відставку, а керівництво буде передано Педді Лоу та Тото Вольффу. Після чуток, що пов’язували його з іншими командами, Брон оголосив про свій відхід з Формули-1 у лютому 2014 року.
Загалом команди Формули-1 разом з Броном здобули 8 Кубків конструкторів і 8 чемпіонств серед пілотів.

## Раннє життя і сім'я
Брон народився в Ештон-андер-Лайн, Ланкашир, Англія. Він почав цікавитися інженерією в ранні роки, часто відвідуючи стадіон Белле В'ю, де проводились різні види автоперегонів. Він переїхав на південь у віці 11 років, коли його батько влаштувався на роботу поблизу Редінгу, графство Беркшир, та перейшов до школи Редінгтона. У 1971 році Управління з атомної енергії Великої Британії прийняло його учнем-механіком у науково-дослідний центр атомної енергетики в Гарвеллі, Оксфордшир, де він отримав кваліфікацію механіка приладів. Згодом він подався на отримання вищого національного сертифікату (англ. Higher National Certificate) з машинобудування, що також фінансувалося Гарвелльською установою. Живучи в Редінгу, він знайшов рекламу Frank Williams Grand Prix, яка на той час базувалась в Редінгу. Перед прийняттям на роботу він проходив співбесіду з Патріком Гедом. Williams шукали фрезерувальника, що було однією з навичок, які Брон отримав у Гарвеллі.
Брон живе в Сток Ров, поблизу Генлі-он-Темза, що в Оксфордиширі. У вільний час захоплюється садівництвом, риболовлею та прослуховуванням музики. У 2006 році Брон отримав почесний ступінь доктора інженерних наук від Університету Брунеля за свої заслуги в автоспорті.
18 листопада 2011 року Брон отримав другий ступінь почесного доктора від Університету Геріот-Ватт. Він одружений на Джин Брон.

## Кар'єра
Його кар'єра в автоспорті почалася в 1976 році, коли він приєднався до компанії March Engineering у місті Бістер як оператор фрезерного верстата. Незабаром після цього він приєднався до їхньої гоночної команди Формули-3 як механік. Брон був найнятий Френком Вільямсом у 1978 році як токаря для новоствореної команди Williams. Він швидко просувався кар'єрними сходами, працюючи у відділі досліджень і розробок разом з Френком Дерні та аеродинаміком в аеродинамічній трубі команди.
Брон приєднався до команди Haas Lola у 1985 році та був частиною команди дизайнерів Ніла Оутлі у FORCE, яка займалась виробництвом автомобілів Lola THL1 та THL2 для команди. Проте, з 4-циліндровим двигуном Hart у THL1 і новим Ford V6 turbo, що був встановлений в THL2, результати були невтішними проти таких команд, як McLaren і Williams з їх турбодвигунами TAG-Porsche і Honda. І це при тому, що більшість у паддоку Формули-1 вважала боліди Haas Lola найкращими в керованості, а також за команду виступали чемпіон 1980 року Алан Джонс і колишній заводський пілот Ferrari та Renault Патрік Тамбей. Коли команда покинула Формулу-1 наприкінці сезону 1986 року, Брон перейшов до Arrows. Там він займався розробкою Arrows A10 з двигуном Megatron і його оновленою версією, A10B для сезонів 1987 і 1988 років відповідно, а також Arrows A11 з двигуном Ford V8, який використовувався в 1989 році.
Пізніше, у 1989 році, Брон перейшов до підрозділу спортивних автомобілів Jaguar і був провідним дизайнером Jaguar XJR-14, який виграв Чемпіонат світу зі спортивних автомобілів 1991 року.

### Benetton (1991–1996)
Пізніше в 1991 році Брон повернувся до Формули-1 як технічний директор команди Benetton, допомігши їй двічі поспіль перемогти в чемпіонаті серед пілотів у 1994 та 1995 роках разом із Міхаелем Шумахером, а також здобути Кубок конструкторів у 1995 році. Більшість спеціалізованої преси відзначала, що Брон відігравав важливу роль у цих чемпіонатах, особливо з точки зору розробки стратегії перегонів.

### Ferrari (1997–2006)

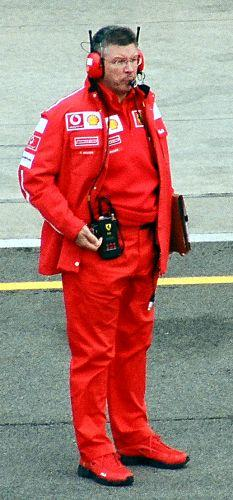
Брон на піт-лейні під час Гран-прі США 2003 року.

Брон пішов слідом за Шумахером до команди Ferrari під час завершення сезону 1996 року, наприкінці першого року Шумахера в команді. Він знову відзначився своїми гоночними стратегіями, коли команда почала боротися за чемпіонство з 1997 року, незважаючи на перевагу болідів Williams того року та McLaren з 1998 року. Декілька років «перебудови» команди під керівництвом Брона далися в знаки та допомогли команді відновити колишню славу. В 1999 році команда виграла Кубок конструкторів, перший із шести титулів поспіль. Скудерія під керівництвом Брона також допомогла Шумахеру здобути п’ять поспіль чемпіонств з 2000 по 2004 рік. Внесок Брона в цю безпрецедентну низку титулів змусив багатьох назвати його важливим членом «команди мрії» Ferrari разом із Шумахером, директором команди Жаном Тодтом і головним дизайнер Рорі Берном. У 2005 році Ferrari не змогла віднайти конкурентну форму і їй довелося поступитися титулом Renault, а Шумахер передав корону Фернандо Алонсо. У 2006 році Ferrari слабко розпочала сезон, але однозначно отримала найшвидшу машину до кінця цього сезону.
26 жовтня 2006 року Ferrari оголосила, що Брон залишає команду. Вважалося, що він візьме однорічну відпустку, щоб допомогти іншим членам технічного відділу Ferrari просуватися в команді.

### Honda (2008)
Ближче до кінця 2007 року повідомлялося, що Брон мав приєднатися до команди Red Bull, яка інвестувала великі кошти в рамках пакету, спрямованого на залучення дворазового чемпіона світу Фернандо Алонсо, але 12 листопада 2007 року було оголошено, що Брон має стати новим керівником команди Формули-1 Honda. Він почав працювати з японською командою 26 листопада 2007 року.
Після того, як наприкінці 2008 року було оголошено про вихід Honda з Формули-1, Брон фактично міг залишитись поза спортом, якщо швидко не знайдеться покупець команди. Це було справжньою катастрофою для Брона, оскільки він вважав, що у команди є «машина здатна перемагати» на 2009 рік.

### Brawn GP (2009)
5 березня 2009 року було завершено 100% викуп команди Honda, при цьому Брон отримав контрольний пакет акцій у розмірі 54%. Вони оголосили про участь у Чемпіонаті світу Формули-1 2009 під новою назвою Brawn GP. Міноритарними акціонерами стали генеральний директор Нік Фрай (31%), колишній фінансовий директор Honda Найджел Керр (8%), колишній керівник відділу кадрів Honda Джон Марсден (3%), колишній юрисконсульт Honda Керолайн Макгрорі (3%) і колишній директор Honda Гордон Блер (1%).
Багато аспектів Honda були збережені під новим власником, включаючи склад досвідчених пілотів Рубенса Баррікелло та Дженсона Баттона. Для сезону 2009 року команда Brawn GP вирішила перйти на двигуни від Mercedes-Benz. На першому Гран-прі 2009 року в Австралії Баттон здобув поул в кваліфікації, а Баррікелло посів 2-е місце, і вони так і фінішували на цих позиціях в гонці. З 19 гонок сезону 2009 року Баттон виграв 6, а Баррікелло — 2, в той час як команда посіла 1-е і 2-е місця в 4 гонках і фінішувала на подіумі в 11 гонках.
Команда Brawn отримала фінансову підтримку напередодні Гран-прі Австралії, коли бос Virgin сер Річард Бренсон оголосив, що збирається стати спонсором команди. Згодом команда отримала другого спонсора, швейцарського брокера MIG Investments. Brawn GP виграла Кубок конструкторів Формули-1 у 2009 році, а один із її пілотів, Дженсон Баттон, здобув перемогу в чемпіонаті серед пілотів на Гран-прі Бразилії.
Брон був нагороджений званням Офіцера Ордена Британської імперії у Новорічних відзнаках 2010 року за заслуги в автоспорті.

### Mercedes (2010–2013)
Brawn GP був викуплений Mercedes-Benz у листопаді 2009 року. Брон, як мажоритарний акціонер, отримав дуже хороший зиск від угоди та залишився керівником команди. Він і Нік Фрай зберегли 24,9% частки в новій команді, які потім були повністю продані Mercedes на початку 2011 року. У грудні 2009 року семиразовий чемпіон світу Міхаель Шумахер підтвердив, що головною причиною, чому він вирішив відновити кар'єру і приєднатися до Mercedes GP став Брон. Саме Брон стояв за сімома титулами чемпіона світу для Шумахера в Benetton і Ferrari .
Початок сезону 2010 був досить повільним, і в перших трьох гонках Шумахеру вдалося здобути лише 6-е місце в Бахрейні, 10-е місце в Австралії, а також схід у Малайзії через втрачену колісну гайку, тоді як напарник Шумахера і земляк Ніко Росберг мав трохи більше успіху, фінішувавши 5-м у Бахрейні та в Австралії та взявши перший подіум за Mercedes Grand Prix, посівши 3-є місце в Малайзії.
Команда здобула свою першу перемогу 15 квітня 2012 року, коли Ніко Росберг виграв Гран-прі Китаю. Команда продовжила свою вдалу серію з Китаю: Шумахер взяв поул на Гран-прі Монако, а Росберг фінішував в гонці на подіумі. Проте під кінець сезону результати команди погіршились. У 2012 році на Гран-прі Японії Шумахер оголосив про завершення кар'єри у Формулі-1, а в Mercedes оголосили, що чемпіон світу 2008 року та пілот McLaren Льюїс Гамільтон приєднається до їхнього складу в парі з Росбергом у сезоні Формули-1 2013 року.
2013 рік почався для Mercedes приблизно так само, як закінчився 2012 рік, оскільки передсезонні тести показали, що машина мала проблеми з надійністю: болід Росберга постраждав від пошкодження вихлопної системи в перший день тестів в Хересі, а Гамільтон отримав відмову гальм на другий день. Однак з продовженням тестів, Mercedes почали демонструвати ознаки високого темпу, особливо на фінальній тестовій сесії в Барселоні. У першій гонці в Мельбурні і Росберг, і Гамільтон добре пройшли кваліфікацію в топ-10, при цьому Гамільтон фінішував на 5-му місці, тоді як Росберг зазнав більше проблем зі своєю машиною, врешті-решт зійшовши. У другій гонці сезону боліди Mercedes фінішували 3-м (Гамільтон) і 4-м (Росберг) на тлі суперечливого Гран-прі Малайзії. Брон говорив з обома гонщиками по радіо, попросивши їх залишитися на своїх позиціях, побоюючись сильного погіршення якості шин Pirelli та нестачі палива в обох автомобілях. Третя гонка в Китаї визначила темп болідів Mercedes як претендентів на титул, коли Гамільтон здобув другий поул команди Mercedes за два роки в Китаї, а Росберг кваліфікувався 4-м. Гамільтон фінішував на 3-му місці, але Росбергу знову довелося зійти через несправність стабілізатора поперечної стійкості.
Росберг здобув поул на наступних трьох Гран-прі та приніс Mercedes першу перемогу в сезоні в Монако, однак перемога була затьмарена суперечками після того, як Mercedes використали поточну (2013) машину під час тестування шин на запрошення Pirelli незадовго до Гран-прі. Команда отримала догану від FIA та отримала заборону на наступні тести молодих пілотів, але не втратила жодного чемпіонського очка. Болід команди продовжував показувати набагато кращі результати у кваліфікації, ніж у гонках до кінця сезону. Гамільтон здобув ще чотири поул-позиції, а Mercedes виграли ще дві гонки, у Великій Британії (Росберг) та Угорщині (Гамільтон). Після численних проблем з шинами на Гран-прі Великої Британії Pirelli повернулися до зразків 2012 року після літньої перерви, після чого Себастьян Феттель і Red Bull виграли всі гонки, що залишилися в чемпіонаті та здобули перемогу в чемпіонатах серед пілотів та конструкторів. Mercedes фінішували другими в Кубку конструкторів, а Гамільтон і Росберг фінішували 4-м і 5-м у заліку пілотів.
29 жовтня BBC повідомило, що Брон залишить Mercedes в кінці сезону 2013 року через розбіжності щодо його ролі в команді, а 28 листопада було повідомлено, що він залишить команду в кінці року.

### 2014 до 2016
1 лютого 2014 року Брон оголосив про свою відставку з Формули-1, поклавши край припущенням про можливу посаду в команді McLaren з Вокінга.
У жовтні 2014 року FIA оголосила, що Брон буде членом комісії з 10 осіб для розслідування аварії Жуля Б’янкі на Гран-прі Японії 2014 року, і що комісія представить звіт Всесвітній раді з автоспорту в грудні.
В інтерв’ю The Daily Telegraph у жовтні 2016 року Брон заявив, що готовий повернутися у Формулу-1, хоча й у стратегічній, а не в командній ролі. Його книга про стратегію у Формулі-1, Total Competition, вийшла тижнем пізніше.

### Formula One Management (2017–2022)
23 січня 2017 року було оголошено, що Росс Брон призначений на новостворену посаду керуючого директора, автоспортивного та технічного директора Formula One Group. Після сезону 2022 року з’явилися чутки, що він може повернутися до Ferrari на посаду керівника команди, однак 28 листопада 2022 року він підтвердив, що йде з Формули-1.